# Elimas Bar-Jezus
Elimas Bar-Jezus (Barjesus) – postać biblijna z Dziejów Apostolskich 13, 6-12 Nowego Testamentu. Żył w I w. n.e. w otoczeniu prokonsula rzymskiego na Cyprze Sergiusza Pawła (Paulusa). Jego imię wywodzi się z języka aramejskiego („Syn Jezusa”) a przydomek z języka arabskiego, gdzie ‘alīm oznacza „mędrca”, w domyśle maga (gr. magos).
Żydowski mag i fałszywy prorok Bar-Jezus obawiał się, że straci swoje wpływy, jeśli Sergiusz Paweł zostanie chrześcijaninem. Dlatego przeciwstawiał się przyjęciu przez prokonsula chrześcijaństwa głoszonego przez Pawła i Barnabę. Oburzony postępowaniem Elimasa Paweł sprowadził na niego czasową ślepotę. Ślepota Elimasa ostatecznie przekonała prokonsula do przyjęcia chrześcijaństwa.
Te wydarzenia miały miejsce w czasie pierwszej podróży misyjnej apostoła Pawła w Pafos.